# Гевін Кріл
Гевін Джеймс Кріл (англ. Gavin James Creel; 18 квітня 1976, Фіндлі, Огайо — 30 вересня 2024, Мангеттен, Нью-Йорк, США) — американський актор, співак й автор пісень, знаний за роботами в музичному театрі. За кар'єру став лавреатом премій «Греммі», «Тоні», «Драма Деск» і Лоуренса Олів'є.
2002 року дебютував на Бродвеї з головною роллю Джиммі у постановці «Надзвичайно сучасна Міллі», 2009 року з'явився в ролі Клода у відновленній бродвейській постановці «Волосся», обидві отримали номінацію на премію «Тоні». У 2012—2015 роках грав роль Старійшини Прайса в «Книзі Мормона», за яку отримав нагороду Лоуренса Олів'є за роль у Вест-Ендській версії мюзиклу та зіграв цю роль у Національному турі у США та на Бродвеї. 2017 року став лавреатом премії «Тоні» за роль Корнеліуса Гекла у бродвейській постановці «Привіт, Доллі!».
Серед інших театральних робіт ролі у «Клітки для дурнів» (2004), «Вона мене кохає» (2016), «Офіціантка» (2019) і «У ліс» (2022) на Бродвеї, «Мері Поппінс» (2006) і «Офіціантка» (2020) у Вест-Енді, і національні тури «Слава» (1998) й «У ліс» (2023). На екрані знаний за роллю Білла в «Елоїзі на площі» та її різдвяному продовженні.

## Молодість й освіта
Народився в Фіндлі, штат Огайо, 18 квітня 1976 року. Виховувався в побожному релігійному середовищі, яке вважало його дуже відчуженим, тому його привабив театр як спосіб уникнути цього. 1994 року закінчив місцеву школу, а 1998 року здобув ступінь бакалавра красних мистецтв в галузі музичного театру в Школі музики, театру та танцю Мічиганського університету.

## Кар'єра

### 1997—2001: Початок кар'єри
Професійну кар'єру розпочав в регіональному театрі. Серед перших його робіт ролі в репертуарному театрі Pittsburgh Civic Light у сезонах 1997 та 1998 років, зокрема у постановках «Поцілуй мене, Кейт», «Клітка для диваків» і «В місті».
Після закінчення коледжу зіграв Ніка Піаццу в першому складі національного туру мюзиклу «Слава» 1998 року. У 1998—1999 роках відбувся тур у таких містах, як-от Торонто, Вашингтон і Чикаго. Після гастролей продовжував виступати в регіональному театрі, а на початку 2000-х років переїхав до Нью-Йорка. 2001 року зіграв в оригінальній оф-бродвейській постановці «Бетбой: Мюзикл». Також брав участь у «Пробудження весни» 2001 року.

### 2002—2012: Бродвейський дебют і прорив
2002 року дебютував на Бродвеї в оригінальній постановці «Надзвичайно сучасна Міллі», виконавши роль Джиммі Сміта разом з Саттон Фостер у ролі Міллі Діллмаунт. За проривний виступ номінований на премію «Тоні» за найкращу чоловічу роль в мюзиклі. У лютому 2003 року зіграв принца Еріка у театральній адаптації «Русалоньки» Діснея. У квітні 2003 року залишив роль Джиммі Сміта і почав виступав в оригінальній чиказькій постановці «Road Show» Стівена Сондгейма, записав оригінальний альбом для «Bright Lights, Big City». 2003 року дебютував на екрані у фільмі «Елоїза на площі» та наступному фільмі «Елоїза на Різдво» в ролі Білла.
2004 року повернувся на Бродвей у відновленій постановці «Клітка для диваків», виконавши роль Жана-Мішеля. 2006 року дебютував у Вест-Енді у постановці «Мері Поппінс» Того ж року випустив свій дебютний студійний альбом «Goodtimenation». 2008 року мав зіграти Ісуса разом з Джошуа Генрі в ролі Юди / Івана Хрестителя та Діаною Дегармо в бродвейській виставі «Godspell» у театрі Етель Беррімор, але 19 серпня було оголошено, що шоу відклали на невизначений термін через втрату інвестора. 2009 року повернувся на Бродвей у відновленій постановці «Волосся». За головну роль Клода отримав другу номінацію на премію «Тоні» в своїй кар'єрі за найкращу чоловічу роль у мюзиклі. Він та решта акторського складу виступали в Лондоні до 2010 року, коли виробництво перенесли у Вест-Енд.

### 2012—2024: Подальша робота у театрі
У 2012—2015 роках грав у серії постановок «Книги Мормона». Вперше з'явився в ролі Елдера Прайса в Першому національному турі 2012 року. Згодом зіграв роль в оригінальній постановці мюзиклу на Вест-Енд; за цю гру отримав нагороду за найкращу чоловічу роль у мюзиклі на церемонії вручення премії Лоуренса Олів'є 2014 року, найпрестижнішої театральної нагороди Великої Британії.
Зіграв ввічливого продавця Стівена Кодалі разом з Джейн Краковськи в бродвейському відновленні 2016 року «Вона мене кохає». Постановка мала успіх у критиків, і його трансляція наживо стала першою серед бродвейських шоу. Відтоді запис — частина серії PBS «Величних постановок».
2017 року почав грати Корнеліуса Гекла у відновленій бродвейській виставі «Привіт, Доллі» з Беттою Мідлер у головній ролі. За свою роль нагороджений премією «Тоні» 2017 року за найкращу чоловічу роль в мюзиклі. 2019 року зіграв доктора Поматтера в бродвейській постановці «Офіціантка». Згодом він зіграв роль у постановці мюзиклу на Вест-Енді, знявшись разом з Сарою Барелліс.
2021 року з'явився у двох епізодах «Американських історій жахів» разом з Меттью Бомером і Сьєррою Маккормік на FX на Hulu. 29 серпня 2021 року виступив на концерті мережі PBS для мюзиклу «Зла», ведучими якого були Крістін Ченовет й Ідіна Мензель. Серед інших артистів були Ріта Морено, Синтія Еріво, Аріана ДеБоз, Алі Строкер, Ембер Райлі, Маріо Кантоне, Дженніфер Неттлз, Стефані Сюй, Алекс Ньюелл, Айзек Коул Павелл і Габріель Руїс, які виконали різні номери мюзиклу.
У травні 2022 року з'явився в образі Вовка та Прекрасного принца у відновленні мюзиклу «У ліс». 23 липня залишив роль на два тижні, і його замінили Шаєнн Джексон і дублер Джейсон Форбах. Він повернувся на місяць, а потім знову пішов 4 вересня на 10 днів, і його замінив Енді Карл. 16 вересня повернувся до його закриття 8 січня 2023 року. Під час бродвейських показів виступав разом з Барейлсом, Карлом, Джошуа Генрі, Філіпою Су, Браяном д'Арсі Джеймсом, Патіною Міллер, Стефані Дж. Блок, Крістою Родрігез, Дені Бентон, Джулією Лестер, Себастьяном Арселусом, Монтего Гловером, Даян Фелан, і Хоакіною Калуканго. Повторив ролі в національному турі 2023 року разом з Гловером, Блоком, Арселусом, Форбахом, Феланом, Родрігесом і Карлом.
2019 року вперше виконав пісню з власноруч написаного мюзиклу на Elsie Fest, де дебютував з піснею «The Only One». 2021 року виступив з двома «концертами», для яких Музей мистецтва Метрополітен доручив Крілу написати книгу, музику та слова, та бути виконавцем. У грудні 2022 року в Pershing Square Signature Theatre Center відбулися два читання «Walk on Through». Кріл детально розповідав про роботу над цим твором до та під час пандемії COVID-19. Його світова прем'єра відбулася на оф-Бродвеї у листопаді 2023 року і тривала з 13 листопада до 7 січня 2024 року.

## Особисте життя і смерть
Був геєм і брав активну участь у боротьбі за права геїв. Разом з Рорі О'Меллі та Дженні Канелос був одним із засновників Broadway Impact, групи ЛГБТ-активістів, яка мобілізувала театральну спільноту Нью-Йорка на боротьбу за одностатеві шлюби. Був постійним учасником ЛГБТ круїзу RFamilyVacations з Розі О'Доннелл. 2009 року зустрічалася з актором Джонатаном Ґроффом. На момент смерті перебував у стосунках з Алексом Темплом Вордом.
Періодично мешкав на Верхньому Вест-Сайді Мангеттену та в Кармелі, Нью-Йорк.
У березні 2018 року відновлювався після операції на спині.
У липні 2024 року йому діагностували метастатичну меланотичну саркому оболонки периферичного нерва, рідкісну форму раку. Він помер у своєму будинку на Мангеттені 30 вересня 2024 року у віці 48 років. Його численні колеги публічно висловили співчуття.

## Визнання
| Рік  | Нагорода                    | Категорія                                           | Робота                    | Результат |
| ---- | --------------------------- | --------------------------------------------------- | ------------------------- | --------- |
| 2002 | Тоні                        | Найкраща чоловіча роль в мюзиклі                    | Надзвичайно сучасна Міллі | Номінація |
| 2009 | Тоні                        | Найкраща чоловіча роль в мюзиклі                    | Волосся                   | Номінація |
| 2009 | Ліги драми                  | Видатна гра                                         | Волосся                   | Номінація |
| 2010 | GLAAD Media Award           | За особливі досягнення (разом з акторським складом) | Волосся                   | Honoree   |
| 2014 | Лоуренса Олівʼє             | Найкраща чоловіча роль в мюзиклі                    | Книга Мормона             | Перемога  |
| 2014 | WhatsOnStage                | Найкраща чоловіча роль в мюзиклі                    | Книга Мормона             | Перемога  |
| 2017 | Тоні                        | Найкраща чоловіча роль в мюзиклі                    | Привіт, Долллі            | Перемога  |
| 2017 | Драма Деск                  | Найкраща чоловіча роль в мюзиклі                    | Привіт, Долллі            | Перемога  |
| 2017 | Outer Critics Circle        | Найкраща чоловіча роль в мюзиклі                    | Привіт, Долллі            | Перемога  |
| 2023 | Греммі                      | Найкращий музичний театральний альбом               | У ліс                     | Перемога  |
| 2023 | Елліот Нортон               | Найкраща гостьова роль у мюзиклі                    | У ліс                     | Перемога  |
| 2023 | Вибір глядачів Broadway.com | Улюблений актор мюзиклу                             | У ліс                     | Перемога  |
| 2023 | Вибір глядачів Broadway.com | Улюблена сценічна пара (з Джошуа Генрі)             | У ліс                     | Номінація |
| 2023 | Вибір глядачів Broadway.com | Улюблене кумедне виконання                          | У ліс                     | Номінація |